# Filip Hjulström

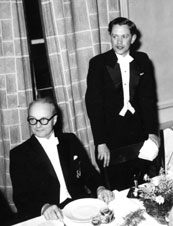
Filip Hjulström (links) und Åke Sundborg (rechts) 1957

Henning Filip Hjulström (* 6. Oktober 1902 in Lungsund; † 26. März 1982 in Uppsala) war ein schwedischer Geograph und Geomorphologe.

## Leben
Filip Hjulström studierte in Karlstad und an der Universität Uppsala Naturwissenschaften und wurde 1935 in Uppsala mit seiner Dissertation Studies of the morphological activity of rivers as illustrated by the River Fyris promoviert. Dìese Arbeit zählt zu den klassischen Arbeiten der Geomorphologie und gilt als Meilenstein in der Erforschung von Fließgewässern.

Hjulström-Diagramm

Aus diesen von Filip Hjulström durchgeführten Untersuchungen ging das Hjulström-Diagramm hervor, in dem der empirisch gefundene gesetzmäßige Zusammenhang von Transport und Sedimentation der Flussfracht in ihrer Abhängigkeit von Fließgeschwindigkeit und Korngröße dargestellt wird.
1944 wurde er Professor an der Universität Uppsala und legte ab dieser Zeit den Schwerpunkt auf Physische Geographie, wobei die experimentelle Forschung dabei nach seinen Vorstellungen von festen Stationen aus über längere Zeiträume messend und experimentierend im Gelände erfolgen musste.
Filip Hjulström wurde 1961 in der Sektion Geographie als Mitglied in die Deutsche Akademie der Naturforscher Leopoldina aufgenommen und im Jahr 1963 wurde er korrespondierendes Mitglied der Bayerischen Akademie der Wissenschaften. 1970 wurde ihm die Vega-Medaille der Schwedischen Gesellschaft für Anthropologie und Geographie verliehen. Er war Ritter der französischen Ehrenlegion.
Sein Sohn Lennart Hjulström war ein schwedischer Regisseur und Schauspieler.

## Schriften (Auswahl)
- Das Transportvermögen der Flüsse und die Bestimmung des Erosionsbetrages. In: Geografiska Annaler, Stockholm 1932, S. 244–258
- Studies of the morphological activity of rivers as illustrated by the River Fyris. Inaugural-Dissertation, Universität Uppsala, Almqvist & Wiksells, Uppsala 1935
- Studies of the morphological activity of rivers as illustrated by the River Fyris. Bulletin of the Geological Institute  of the University of Uppsala, 25, Uppsala 1935, S. 221–527
- Studien über das Mäander Problem. In: Geografiska Annaler, Stockholm 1942, S. 233–269
- Climatic changes and River patterns. In: Geografiska Annaler, Stockholm 1949, S. 83–89